# 過海隧道巴士619線
過海隧道巴士619線是香港一條行走東區海底隧道的巴士路線，來往觀塘（順利邨）和中環（港澳碼頭），服務對象以九龍東往返港島北角至灣仔區的乘客為主。另有兩條特別路線619P和619X，前者不經北角、天后、銅鑼灣，後者經秀茂坪道，其他行車路線大致與619線相同。

## 歷史
1988年上半年，駛經紅磡海底隧道來往順利邨及上環的119線投入服務，由九巴和中巴聯合經營。此線開辦是為填補順利邨、樂華邨、土瓜灣道等往返灣仔、中環的交通空缺，同時舒緩行走相似路線如過海隧道巴士101線和111線的高客量。成為輔助角色的它，行走路線較為迂迴，而且容易受到東九龍走廊往尖沙咀或紅隧交通擠迫影響，服務時間亦比較短，只在平日行走十二、三小時，假日則停駛，班次也較上述路線疏落。
直至1990年代中期，本線進行了一次大改革。有見於紅磡和觀塘分別有不同程度的長遠發展，經過詳細研究後，巴士公司決定把119線分拆成兩條新路線，分別是過海隧道巴士115線和619線。前者服務土瓜灣、紅磡地區，後者則途經觀塘市中心、東區海底隧道和北角等地區，而原本淘大花園至宋皇臺沿線的服務，則由101線和111線取代。改革後，兩條新線的服務範圍更廣，能夠更仔細的走進各個小社區，漸漸擔起重要角色。
改革後出現的619線，服務時間和班次沒有太大變動，涉及舊有行車路線的途經街道，亦沒有多大更改，致使它在開辦首數年，知名度仍然甚低。但由1998年9月起，本線改由九巴和城巴聯合經營。城巴接辦後，一直對本線十分重視，如派出簇新的空調雙層巴士行走、加派車輛以增加班次、與九巴分別擴展服務至假日及延長至午夜、開辦通宵路線N619線等，而該線亦搶走部分101往中上環區之乘客，2001年派出車隊中數目較少的特低地台雙層巴士服務。三年間，本線由內而外的改變，令知名度大大提升，隨後因客量增加而開辦平日兩班特快服務619P線，即使不途經英皇道和銅鑼灣，也有足夠客量支持。
2002年8月，地鐵（今港鐵）將軍澳綫通車，觀塘綫的終站由北角改為調景嶺後，由九龍東乘坐鐵路過海需要在油塘站轉車，部份以往乘搭港鐵觀塘綫來往九龍東和港島北角至中上環及轉乘海上過境交通前往澳門和珠海之的市民改乘巴士，本線是受惠路線之一。直至年代中期，因本線早前的服務水平提升，客量一直有增無減，在平日早上的繁忙時段，城巴單方面加派車輛行走，此舉一直維持，年代末已成為觀塘區班次最頻密的巴士路線。踏入2010年，城巴打破本線系列路線與九巴合營的框框，獨自開辦另一條特快路線619X線，服務四順前往港島北角至灣仔區的乘客（九巴亦於2013年1月起加入營辦該線）。目前，619是唯一以上環作終點站和以來往北角至灣仔區居民為對象之全日服務東區海底隧道巴士路線。

### 年表
- 1988年5月30日，本線前身119線投入服務，由九巴和中巴合營，來往順利及中環（港澳碼頭），途經紅磡海底隧道。
- 1995年1月16日，119線分拆成兩條新路線，分別是來往中環港澳碼頭與九龍城碼頭、途經紅磡灣的115線，以及來往中環港澳碼頭與順利邨、途經觀塘市中心、東區海底隧道、北角的619線。
- 1996年12月1日，本線往九龍方向改經軒尼詩道、怡和街及高士威道，不再駛經菲林明道、灣仔道、摩理臣山道、禮頓道、堅拿道西、堅拿道天橋、告士打道、維園道及永興街；往港島方向改經內告士打道，並同時設置分站。
- 1998年9月1日，中巴專營權結束後，改由九巴和城巴合營，並逐步加強班次及增設假日服務，並全線改派空調車輛行走。
- 2001年9月24日：九巴和城巴推出東區海底隧道九龍入口往港島區之「八達通巴士轉乘優惠計劃」，本線與606及671線成為計劃內首批路線。
- 2002年5月27日：增設特快班次619P，祇在平日07:43、07:50由順利開出，途經東區走廊及維園道，不經英皇道及銅鑼灣。
- 2010年6月21日：增設特快班次619X，由城巴獨自經營，祇在星期一至五07:48、07:58由順利開出，過順天邨後直達北角。[1][2]
- 2013年1月28日：九巴加入營運619X，並加開07:38班次[3]。
- 2015年3月30日：619X班次增加至4班，開出時間為07:38、07:46、07:54、08:02[4]。
- 2015年8月17日：619X班次增加至5班，開出時間為07:32、07:38、07:46、07:54、08:02。
- 2015年10月26日：619X新增回程班次，開出時間為18:30。
- 2016年4月17日：九巴班次增設到站時間預報。
- 2017年12月11日：619X回程班次增至4班，開出時間為16:45、17:37、18:01、18:30[5][6]。
- 2018年5月28日：城巴班次增設實時抵站時間查詢服務。
- 2019年5月6日：619X去程班次增至7班，回程增至5班。[7]
- 2022年5月19日：619取消由順天邨開出之特別班次。
- 2023年3月27日：往港島方向增設順安道「順天邨天韻樓」站。[8]

## 服務時間及班次
619
| 順利開           | 順利開       | 順利開       | 中環（港澳碼頭）開 | 中環（港澳碼頭）開  | 中環（港澳碼頭）開  |
| 日期             | 服務時間     | 班次（分鐘） | 日期               | 服務時間            | 班次（分鐘）        |
| ---------------- | ------------ | ------------ | ------------------ | ------------------- | ------------------- |
| 星期一至五       | 06:15-06:30  | 7/8          | 星期一至五         | 06:15、06:30        | 06:15、06:30        |
| 星期一至五       | 06:45-07:30  | 15           | 星期一至五         | 06:43-07:43         | 20                  |
| 星期一至五       | 07:43        | 07:43        | 星期一至五         | 07:55-08:33         | 19                  |
| 星期一至五       | 07:52-08:20  | 4            | 星期一至五         | 08:53               | 08:53               |
| 星期一至五       | 08:20-08:30  | 5            | 星期一至五         | 09:10-10:10         | 20                  |
| 星期一至五       | 08:37        | 08:37        | 星期一至五         | 10:30-11:30         | 20                  |
| 星期一至五       | 08:37-08:53  | 8            | 星期一至五         | 11:50-12:50         | 20                  |
| 星期一至五       | 09:10-10:10  | 15           | 星期一至五         | 13:06-14:10         | 16                  |
| 星期一至五       | 10:25-10:55  | 15           | 星期一至五         | 14:26-15:30         | 16                  |
| 星期一至五       | 10:55-11:30  | 15/20        | 星期一至五         | 15:46-16:50         | 16                  |
| 星期一至五       | 11:50-12:50  | 15           | 星期一至五         | 16:58、17:08        | 16:58、17:08        |
| 星期一至五       | 13:06-14:10  | 16           | 星期一至五         | 17:08-17:22         | 7                   |
| 星期一至五       | 14:26-15:30  | 16           | 星期一至五         | 17:22-18:10         | 6                   |
| 星期一至五       | 15:46-16:50  | 16           | 星期一至五         | 18:20-19:00         | 10                  |
| 星期一至五       | 17:00-18:00  | 15           | 星期一至五         | 19:00-19:30         | 15                  |
| 星期一至五       | 18:10        | 18:10        | 星期一至五         | 19:40、19:50        | 19:40、19:50        |
| 星期一至五       | 18:25-18:55  | 15           | 星期一至五         | 19:50-20:45         | 11                  |
| 星期一至五       | 18:55-19:30  | 15/20        | 星期一至五         | 20:57-22:00         | 12/13               |
| 星期一至五       | 19:50-20:30  | 20           | 星期一至五         | 22:10、22:20        | 22:10、22:20        |
| 星期一至五       | 20:45        | 20:45        | 星期一至五         | 22:20-23:15         | 11                  |
| 星期一至五       | 21:05-21:45  | 20           | 星期一至五         | 23:26-23:48         | 11                  |
| 星期一至五       | 22:00        | 22:00        | 星期一至五         | 00:00               | 00:00               |
| 星期一至五       | 22:20-23:00  | 20           | 星期一至五         |                     |                     |
| 星期一至五       | 23:15        |              | 星期一至五         |                     |                     |
| 星期一至五       | 23:35、00:00 |              | 星期一至五         |                     |                     |
| 星期六           | 06:15-06:30  | 7/8          | 星期六             | 06:15、06:30        | 06:15、06:30        |
| 星期六           | 06:45-07:30  | 15           | 星期六             | 06:43-07:43         | 20                  |
| 星期六           | 07:43        | 07:43        | 星期六             | 07:55-08:33         | 19                  |
| 星期六           | 07:49、08:55 | 07:49、08:55 | 星期六             | 08:53               | 08:53               |
| 星期六           | 07:55-08:05  | 5            | 星期六             | 09:10-10:10         | 20                  |
| 星期六           | 08:05-08:23  | 6            | 星期六             | 10:30-11:30         | 20                  |
| 星期六           | 08:23-08:53  | 7/8          | 星期六             | 11:50-12:50         | 20                  |
| 星期六           | 09:03、09:19 | 09:03、09:19 | 星期六             | 13:06-14:10         | 16                  |
| 星期六           | 09:19-10:10  | 17           | 星期六             | 14:26-15:30         | 16                  |
| 星期六           | 10:23-11:04  | 13/14        | 星期六             | 15:46-16:02         | 16                  |
| 星期六           | 11:04-11:30  | 13           | 星期六             | 16:02-16:50         | 12                  |
| 星期六           | 11:46-12:50  | 16           | 星期六             | 16:58-17:30         | 8                   |
| 星期六           | 13:05-14:10  | 13           | 星期六             | 17:30-18:10         | 10                  |
| 星期六           | 14:26-15:30  | 16           | 星期六             | 18:20-19:10         | 12                  |
| 星期六           | 15:48-16:36  | 16           | 星期六             | 19:30               | 19:30               |
| 星期六           | 16:50        | 16:50        | 星期六             | 19:42、19:55、20:09 | 19:42、19:55、20:09 |
| 星期六           | 17:00-18:00  | 15           | 星期六             | 20:09-20:45         | 12                  |
| 星期六           | 18:10        | 18:10        | 星期六             | 20:57-22:00         | 12/13               |
| 星期六           | 18:25-19:10  | 15           | 星期六             | 22:09-23:06         | 9/10                |
| 星期六           | 19:30        | 19:30        | 星期六             | 23:15               | 23:15               |
| 星期六           | 19:50-20:30  | 20           | 星期六             | 23:26-23:48         | 11                  |
| 星期六           | 20:45        | 20:45        | 星期六             | 00:00               | 00:00               |
| 星期六           | 21:05-21:45  | 20           | 星期六             |                     |                     |
| 星期六           | 22:00        |              | 星期六             |                     |                     |
| 星期六           | 22:20-23:00  | 20           | 星期六             |                     |                     |
| 星期六           | 23:15        |              | 星期六             |                     |                     |
| 星期六           | 23:35、00:00 |              | 星期六             |                     |                     |
| 星期日及公眾假期 | 06:15、06:30 | 06:15、06:30 | 星期日及公眾假期   | 06:15、06:30        | 06:15、06:30        |
| 星期日及公眾假期 | 06:45-07:30  | 15           | 星期日及公眾假期   | 06:43-07:43         | 20                  |
| 星期日及公眾假期 | 07:43        | 07:43        | 星期日及公眾假期   | 07:53-08:53         | 15                  |
| 星期日及公眾假期 | 07:53-08:53  | 12           | 星期日及公眾假期   | 09:10-10:10         | 20                  |
| 星期日及公眾假期 | 09:03-09:36  | 16/17        | 星期日及公眾假期   | 10:30-11:30         | 20                  |
| 星期日及公眾假期 | 09:36-10:10  | 17           | 星期日及公眾假期   | 11:50-12:50         | 20                  |
| 星期日及公眾假期 | 10:23-11:02  | 13           | 星期日及公眾假期   | 13:06-14:10         | 16                  |
| 星期日及公眾假期 | 11:02-11:30  | 14           | 星期日及公眾假期   | 14:26-15:30         | 16                  |
| 星期日及公眾假期 | 11:50-12:50  | 20           | 星期日及公眾假期   | 15:46-16:50         | 16                  |
| 星期日及公眾假期 | 13:00、13:10 | 13:00、13:10 | 星期日及公眾假期   | 17:00-18:10         | 10                  |
| 星期日及公眾假期 | 13:10-14:10  | 12           | 星期日及公眾假期   | 18:26-19:30         | 16                  |
| 星期日及公眾假期 | 14:26-15:30  | 16           | 星期日及公眾假期   | 19:42-20:45         | 12/13               |
| 星期日及公眾假期 | 15:46-16:50  | 16           | 星期日及公眾假期   | 20:57-22:00         | 12/13               |
| 星期日及公眾假期 | 17:06-18:10  | 16           | 星期日及公眾假期   | 22:15-23:15         | 15                  |
| 星期日及公眾假期 | 18:30-19:30  | 20           | 星期日及公眾假期   | 23:30-00:00         | 15                  |
| 星期日及公眾假期 | 19:50-20:30  | 20           | 星期日及公眾假期   |                     |                     |
| 星期日及公眾假期 | 20:45        |              | 星期日及公眾假期   |                     |                     |
| 星期日及公眾假期 | 21:05-21:45  | 20           | 星期日及公眾假期   |                     |                     |
| 星期日及公眾假期 | 22:00        |              | 星期日及公眾假期   |                     |                     |
| 星期日及公眾假期 | 22:15-23:15  | 20           | 星期日及公眾假期   |                     |                     |
| 星期日及公眾假期 | 23:35、00:00 |              | 星期日及公眾假期   |                     |                     |

619P
- 順利開：
  - 星期一至六：07:43、07:50

星期日及公眾假期不設服務
619X
- 星期一至五：
  - 順利開：07:20、07:32、07:38、07:46、07:54、07:58、08:06
  - 中環（港澳碼頭）開：16:45、17:18、17:37、18:01、18:30

星期六、日及公眾假期不設服務
- 註：有紅字班次為九巴派車，其餘班次為城巴派車。

## 收費
| 路線   | 全程收費 | 分段收費 |
| ------ | -------- | --- |
| 619(X) | $12.9    | - 盧押道往順利：$12.2 - 過東區海底隧道後往中環（港澳碼頭）／順利 ：$7.7 - 振華苑 (619)／秀茂坪邨秀暉樓 (619X)往順利：$6.8 |
| 619P   | $12.9    | - 過東區海底隧道後往中環（港澳碼頭）：$7.7                                                                                |

| - 本線設有12歲以下小童及65歲或以上長者半價優惠。 - 65歲或以上香港居民使用「樂悠咭」，以及12歲以下合資格殘疾兒童使用「殘疾人士身份」個人八達通繳付車資，均可享有每程$2.0或半價（以較低者為準）的票價優惠；12至64歲合資格殘疾人士使用「殘疾人士身份」個人八達通（包括「樂悠咭」），以及60至64歲香港居民使用「樂悠咭」繳付車資，均可享有每程$2.0或全費（以較低者為準）的票價優惠。 - 65歲或以上長者如使用長者或一般個人八達通繳付車資，則只可享有半價優惠；12至64歲合資格殘疾人士如不使用「殘疾人士身份」個人八達通，以及60至64歲人士如不使用「樂悠咭」繳付車資，必須繳付全費。 - 乘客可以現金或八達通於上車時付款，不設找續。 - 每位成人乘客可免費攜帶最多兩名4歲以下而不佔座位的兒童乘客乘車，超額之4歲以下小童必須繳付小童車費乘車。 - 持有「九巴月票」之乘客在車票有效期內，每日可享最多10程任何九龍巴士及龍運巴士路線（包括本路線，合資格車程只適用於九龍巴士／龍運巴士提供的班次；惟乘搭機場「A」及「NA」線則可享原價二七折優惠（不會計算每天10次合資格車程））；而B1線則可每日可享最多2程（不會計算每天10次合資格車程）。 - 九龍巴士、城巴、龍運巴士及陽光巴士全職員工及家屬（不包括外判職員）可免費乘搭本路線（陽光巴士員工及家屬只適用於九龍巴士提供的班次），惟必須拍職員或職員家屬八達通。 - 乘客亦可使用AlipayHK「易乘碼」、支付寶、WeChatHK／微信支付「搭車碼」、銀聯雲閃付「乘車碼」及BOC Pay「乘車碼」、具有感應式支付功能的JCB、卡美國運通、大來國際、Discover Card（只適用於九龍巴士／龍運巴士提供的班次）、VISA、Mastercard及銀聯卡，以及Apple Pay、Google Pay及Samsung Pay流動支付平台繳付車資。九巴班次的乘客使用上述付款方式，將只可享有與其他九巴路線／聯營路線九巴班次之轉乘優惠；城巴班次的乘客使用上述付款方式，將只可享有與其他城巴獨營路線或聯營線城巴班次之轉乘優惠。乘客亦不能享有「公共交通費用補貼計劃」及「長者及合資格殘疾人士公共交通票價優惠計劃」。 |

## 八達通轉乘優惠
乘客登上619/619P往港島方向後150分鐘內以同一張八達通卡在東區海底隧道收費廣場轉乘以下路線往港島方向，或從以下路線往港島方向登車後150分鐘內以同一張八達通卡在東區海底隧道收費廣場轉乘619/619P線往港島方向，次程可獲$5折扣優惠：
使用八達通卡乘搭此路線往港島方向之乘客，若於登車後150分鐘內在東區海底隧道巴士轉乘站以同一張八達通卡轉乘下列路線往港島，第二程成人票價可減收$5.0，小童／長者票價減收$2.5：
| 東隧轉乘優惠計劃路線列表 | 東隧轉乘優惠計劃路線列表 | 東隧轉乘優惠計劃路線列表 | 東隧轉乘優惠計劃路線列表 |
| 巴士公司                 | 轉乘路線                 | 出發地                   | 目的地                   |
| ------------------------ | ------------------------ | ------------------------ | ------------------------ |
| 城巴、九巴               | 302                      | 慈雲山（北）             | 上環                     |
| 城巴、九巴               | 302A                     | 慈雲山（北）             | 北角（健康村）           |
| 城巴、九巴               | 307                      | 大埔中心                 | 中環碼頭                 |
| 城巴、九巴               | 307A                     | 大埔頭                   | 上環                     |
| 城巴、九巴               | 307P                     | 大埔（汀太路）           | 天后站                   |
| 九巴                     | 373                      | 聯和墟                   | 中環（香港站）           |
| 城巴、九巴               | 601                      | 寶達                     | 金鐘（東）               |
| 城巴、九巴               | 601P                     | 寶達                     | 上環                     |
| 九巴                     | 603                      | 平田                     | 中環碼頭                 |
| 九巴                     | 603A                     | 平田                     | 中環                     |
| 九巴                     | 603S                     | 平田                     | 中環                     |
| 城巴、九巴               | 606                      | 彩雲（豐盛街）           | 小西灣（藍灣半島）       |
| 城巴、九巴               | 606A                     | 彩雲（豐盛街）           | 耀東邨                   |
| 城巴、九巴               | 606X                     | 九龍灣                   | 小西灣（藍灣半島）       |
| 城巴                     | 608                      | 九龍城（盛德街）         | 筲箕灣                   |
| 九巴                     | 613                      | 安泰（西）               | 筲箕灣                   |
| 九巴                     | 613A                     | 安泰（西）               | 杏花邨                   |
| 城巴、九巴               | 619                      | 順利                     | 中環（港澳碼頭）         |
| 城巴、九巴               | 619P                     | 順利                     | 中環（港澳碼頭）         |
| 城巴、九巴               | 641                      | 啟業                     | 中環（港澳碼頭）         |
| 城巴、九巴               | 671                      | 鑽石山站                 | 鴨脷洲（利樂街）         |
| 九巴                     | 673                      | 上水                     | 中環（香港站）           |
| 九巴                     | 673A                     | 上水                     | 中環（林士街）           |
| 九巴                     | 673P                     | 上水                     | 中環（林士街）           |
| 城巴、九巴               | 678                      | 上水                     | 銅鑼灣（東院道）         |
| 城巴、九巴               | 680                      | 利安                     | 金鐘（東）               |
| 城巴、九巴               | 680B                     | 富安花園                 | 金鐘（東）               |
| 城巴、九巴               | 680P                     | 烏溪沙站                 | 金鐘（東）               |
| 城巴、九巴               | 680X                     | 烏溪沙站                 | 中環（港澳碼頭）         |
| 城巴、九巴               | 681                      | 馬鞍山市中心             | 中環（香港站）           |
| 城巴、九巴               | 681P                     | 耀安                     | 上環                     |
| 城巴                     | 682                      | 烏溪沙站                 | 柴灣（東）               |
| 城巴                     | 682A                     | 馬鞍山市中心             | 柴灣（東）               |
| 城巴                     | 682B                     | 沙田（水泉澳邨）         | 柴灣（東）               |
| 城巴                     | 682P                     | 烏溪沙站                 | 柴灣（東）               |
| 城巴、九巴               | 690                      | 康盛花園                 | 中環（交易廣場）         |
| 城巴、九巴               | 690P                     | 康盛花園                 | 中環（交易廣場）         |
| 城巴                     | 694                      | 調景嶺站                 | 小西灣邨                 |

## 使用車輛
119線開辦後，中巴派出丹拿珍寶／利蘭珍寶（LF）、丹尼士禿鷹11米（DM）行走，九巴則在客量上升後派出丹尼士巨龍11米（S3N），空調巴士用車則有利蘭奧林比安11米（AL）。轉為619線後，中巴以三軸巴士如丹尼士禿鷹11米和都城嘉慕12米（ML）非空調巴士作為主力，而九巴則沿用舊有車款，以及調入都城嘉慕11米（S3M），還有來自其他路線柯打用車如丹尼士喝采（N）。以上所提及的派車，大部份的車身均披上了當年盛行的香煙、家庭電器、電子產品和輪胎等廣告。
1998年9月，城巴接辦後派出配上兩種不同車身的富豪奧林比安12米（324-329、5xx-6xx）全新空調巴士行走，九巴也不斷提升派車質素，以及響應減低繁忙路段的廢氣排放，先後引入富豪奧林比安11米（AV）、丹尼士巨龍12米（3AD）、富豪奧林比安12米（3AV）和富豪超級奧林比安12米（3ASV，車牌字母JX）空調巴士服務，柯打用車則有丹尼士巨龍9.9米（ADS）、丹尼士三叉戟三型10.6米（ATS）及12米（ATR）等。2001年，城巴首次以低地台巴士服務本線，派出丹尼士三叉戟三型市區版（2277-2301）行走，以提升舒適度，此招數也曾用於城巴10線、過海隧道巴士102線和690線。兩年後，城巴全線改派載客量較高的利蘭奧林比安及富豪奧林比安12米（3XX-6XX）。
九巴在2006年初，首次為本線引入配上直樓梯的超低地台空調巴士－「前衛巴士」（AVW，車牌字母LM），不久後與九龍巴士9號線的車隊調換，換入亞歷山大丹尼士Enviro 500（ATE，車牌字母LF）。城巴亦由2009年起逐步換入最新款、配上曲樓梯的同款巴士（81XX）作為本線主力，2012年城巴再引入同款巴士（82XX-84XX），繼而成為619線主要用車 ，與其餘四條過海巴士路線112線、118線、171線和681線的派車看齊。
本線與通宵路線N619線在車務上有別於一般過海巴士路線，特色在於港島區和九龍區的首班及尾班車，分別由九巴和城巴負責派車。另外，城巴會於午夜前調配一部車輛行走690線。
本線於2013年1月1日調入一輛披上2013癸巳蛇年生肖巴士廣告的亞歷山大丹尼士Enviro 500（ATE236）作掛牌車行走。
由於本線途經銅鑼灣低排放區，為進一步改善空氣質素，九巴於2013年獲政府資助購買3輛配置歐盟六型引擎混合電能及柴油版的Enviro500 MMC 12米雙層低地台空調巴士（命名為「hBus」，編號為ATH），首2輛已於2014年9月運抵香港，並於2014年11月13日安排其中一輛同款巴士（ATH1／TA2344）上掛本路線，是全香港第二條採用歐盟六型引擎混合電能及柴油雙層空調巴士行走的路線，亦是首條採用該款巴士的過海隧道巴士路線。直至2018年3月撤離。
本線於2018年5月及9度兩度換入披上共9部「城市脈搏」亞歷山大丹尼士Enviro 500 MMC（ATENU），取代所有非披上全車身廣告的原有掛牌。

### 九巴
現時九巴使用4輛富豪B9TL 12米（AVBWU）及7輛亞歷山大丹尼士Enviro 500 MMC 12米（ATENU），均屬九龍灣車廠。
| 車隊編號  | 車牌   |
| --------- | ------ |
| ATENU157  | SH9283 |
| ATENU378  | TC7586 |
| ATENU556  | TL5001 |
| ATENU571  | TM 947 |
| ATENU717  | TR6156 |
| ATENU1199 | UR3057 |
| ATENU123  | UT6162 |
| AVBWU552  | UW 506 |
| AVBWU612  | UY4058 |
| AVBWU756  | VF4950 |
| AVBWU758  | VF5788 |

### 城巴
現時城巴行走619線的車輛多為亞歷山大丹尼士Enviro 500和亞歷山大丹尼士Enviro 500 MMC12米（8110-8319、8320-8490、8537-8546）。

## 行車路線
619(P/X)
順利開經：利安道、新利街、順清街、順景街、利安道、順安道、順天巴士總站、順安道、秀茂坪道、協和街、康寧道、振華道、牛頭角道、雅麗道、觀塘道、觀塘站公共運輸交匯處、觀塘道、鯉魚門道、藍田公共運輸交匯處、鯉魚門道、東區海底隧道、東區走廊、民康街、英皇道、清風街天橋、維園道、告士打道、內告士打道、告士打道、夏慤道、干諾道中及港澳碼頭通道。
註：
1. 619P線不經粗體字路段。
2. 619X線依619原線駛至秀茂坪道後，改經將軍澳道然後返回鯉魚門道619原線，不經斜體字之路段。

中環（港澳碼頭）開經：港澳碼頭通道、干諾道中、林士街、德輔道中、金鐘道、軒尼詩道、怡和街、高士威道、英皇道、民康街、東區走廊、東區海底隧道、鯉魚門道、觀塘道、協和街、同仁街、裕民坊、康寧道、牛頭角道、振華道、康寧道、協和街、秀茂坪道、順安道、順天巴士總站及利安道。
619X線依619原線駛至鯉魚門道後，改經將軍澳道然後返回秀茂坪道619原線 ，不經斜體字之路段。

### 沿線車站
619(P/X)
| 順利開 | 順利開                       | 順利開                   | 中環（港澳碼頭）開 | 中環（港澳碼頭）開       | 中環（港澳碼頭）開       |
| 序號   | 車站名稱                     | 位置                     | 序號               | 車站名稱                 | 位置                     |
| ------ | ---------------------------- | ------------------------ | ------------------ | ------------------------ | ------------------------ |
| 1      | 順利巴士總站                 | 順利巴士總站             | 1                  | 中環（港澳碼頭）         | 中環（港澳碼頭）巴士總站 |
| 2      | 順利邨利明樓                 | 順清街                   | 2                  | 中環街市                 | 德輔道中                 |
| 3      | 順安邨安逸樓                 | 利安道                   | 3                  | 德忌利士街               | 德輔道中                 |
| 4      | 順天邨                       | 順天巴士總站             | 4                  | 皇后像廣場               | 德輔道中                 |
| 5      | 順天邨天韻樓                 | 順安道                   | 5                  | 金鐘站－統一中心         | 金鐘道                   |
| 6*     | 寧波第二中學                 | 秀茂坪道                 | 6                  | 盧押道                   | 軒尼詩道                 |
| 7*     | 康寧道公園                   | 康寧道                   | 7                  | 菲林明道                 | 軒尼詩道                 |
| 8*     | 樂華南邨                     | 振華道                   | 8                  | 史釗域道                 | 軒尼詩道                 |
| 9*     | 樂雅苑                       | 振華道                   | 9                  | 杜老誌道                 | 軒尼詩道                 |
| 10*    | 安基苑                       | 振華道                   | 10                 | 灣仔消防局               | 軒尼詩道                 |
| 11*    | 牛頭角上邨                   | 牛頭角道                 | 11                 | 百德新街                 | 怡和街                   |
| 12*    | 花園大廈喜鵲樓               | 牛頭角道                 | 12                 | 維多利亞公園             | 高士威道                 |
| 13*    | 創紀之城（U7）               | 觀塘道                   | 13                 | 銀幕街                   | 英皇道                   |
| 14*    | 觀塘轉車站－觀塘市中心（T2） | 觀塘道                   | 14                 | 七海商業中心             | 英皇道                   |
| 15*    | 觀塘站（S2）                 | 觀塘站公共運輸交匯處     | 15                 | 電廠街                   | 英皇道                   |
| 16*    | 觀塘游泳池（R3）             | 鯉魚門道                 | 16                 | 書局街                   | 英皇道                   |
| 17*    | 藍田站                       | 藍田公共運輸交匯處       | 17                 | 港運城                   | 英皇道                   |
| 18*    | 東區海底隧道轉車站（K1）     | 東區海底隧道             | 18                 | 東區海底隧道轉車站（L1） | 東區海底隧道             |
| 19^    | 港運城                       | 英皇道                   | 19                 | 藍田站                   | 鯉魚門道                 |
| 20^    | 美麗閣                       | 英皇道                   | 20*                | 觀塘法院（F1）           | 鯉魚門道                 |
| 21^    | 炮台山站                     | 英皇道                   | 21*                | 裕民坊                   | 裕民坊                   |
| 22^    | 清風街天橋                   | 英皇道                   | 22*                | 牛頭角站                 | 牛頭角道                 |
| 23^    | 百德新街                     | 告士打道                 | 23*                | 觀塘官立小學             | 牛頭角道                 |
| 24^    | 伊利莎伯大廈                 | 內告士打道               | 24*                | 牛頭角下邨               | 牛頭角道                 |
| 25^    | 杜老誌道                     | 內告士打道               | 25*                | 振華苑                   | 振華道                   |
| 26^    | 柯布連道                     | 內告士打道               | 26*                | 樂雅苑                   | 振華道                   |
| #      | 舊灣仔警署                   | 告士打道                 | 27*                | 樂華南邨                 | 振華道                   |
| 27     | 分域街                       | 告士打道                 | 28*                | 康寧道公園               | 康寧道                   |
| 28     | 皇后像廣場                   | 干諾道中                 | @                  | 觀塘警署（Q1）           | 將軍澳道                 |
| 29     | 砵典乍街                     | 干諾道中                 | @                  | 秀茂坪邨秀暉樓           | 秀茂坪道                 |
| 30     | 租庇利街                     | 干諾道中                 | @                  | 秀茂坪邨秀程樓           | 秀茂坪道                 |
| 31     | 林士街                       | 干諾道中                 | @                  | 秀茂坪邨秀康樓           | 秀茂坪道                 |
| 32     | 中環（港澳碼頭）             | 中環（港澳碼頭）巴士總站 | 29                 | 寧波第二中學             | 順安道                   |
|        |                              |                          | 30                 | 順天邨                   | 順天巴士總站             |
| 31     | 順安邨                       | 利安道                   |                    |                          |                          |
| 32     | 順利巴士總站                 | 順利巴士總站             |                    |                          |                          |

- 註：

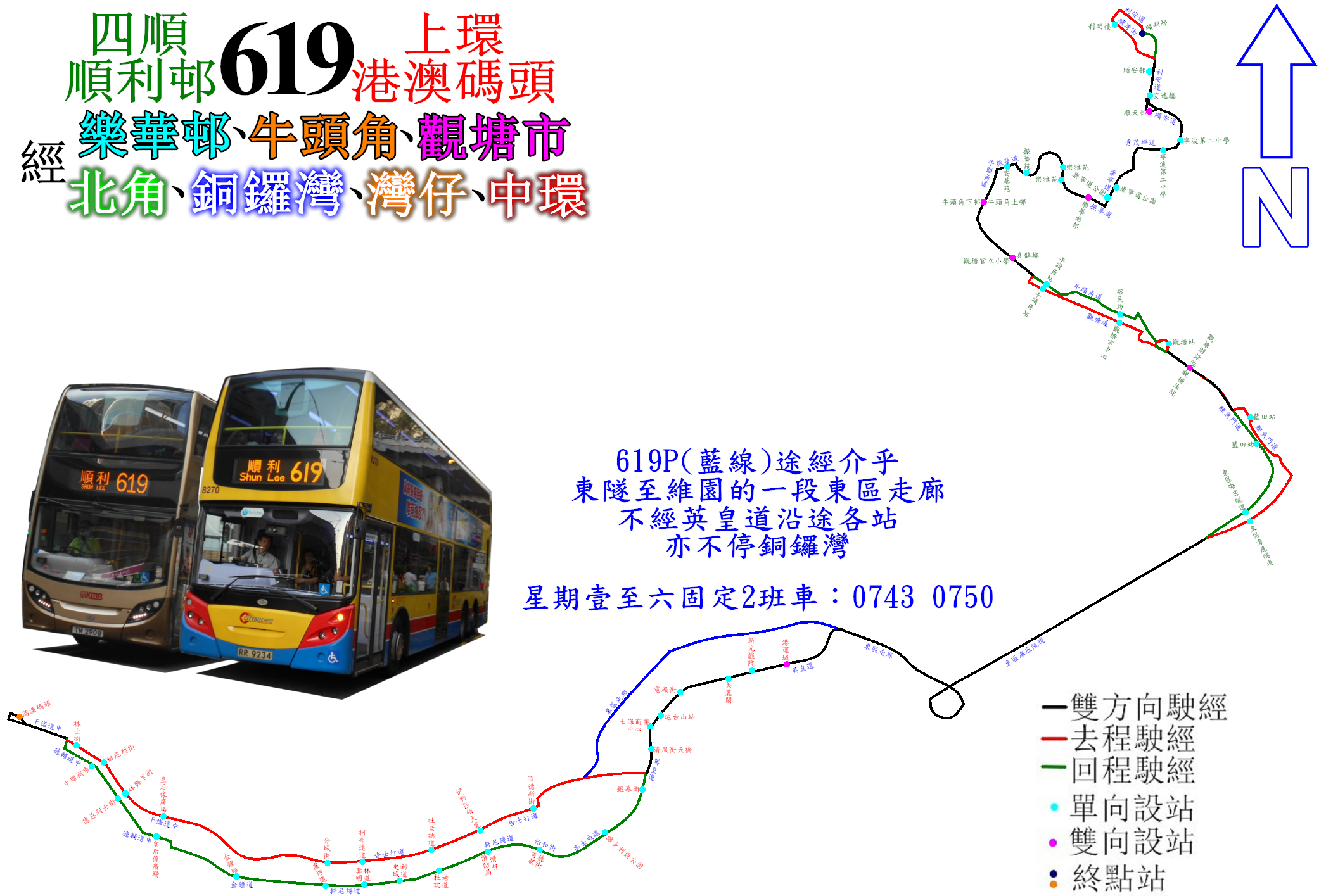
619系列路線的走線圖，當中藍線表示619P線才會駛經，而橙線則表示619X的特別走線

1. 619P線不停有 ^ 號之車站，並加停有 # 號之車站。
2. 619X線不停有 * 號之車站，並加停有 @ 號之車站。

## 客量
619線提供四順及牛頭角往來港島北岸的服務。縱使601線同樣往來觀塘及北角、銅鑼灣，但有關路段需求頗大；加上此路線服務範圍更廣，能覆蓋中上環，經常頂閘。
619X於九龍區不經樂華，牛頭角及觀塘，而行經較直接的將軍澳道來往四順區，較619及619P快捷，因此亦吸納了619/P全數四順返港島北岸的客源，經常頂閘。
運輸署已批准巴士營辦商（九巴及城巴）派出載客量較高之12.8米巴士，安排行走該線。

## 外部連結
九巴
- 619線路線資料 （页面存档备份，存于）
- 619P線路線資料 （页面存档备份，存于）
- 619X線路線資料

城巴
- 619線路線資料 （页面存档备份，存于）
- 過海隧道巴士619、619P、619X線路線圖 （页面存档备份，存于）
- 過海隧道巴士619、619P、619X線詳細時間表 （页面存档备份，存于）
- 619P線路線資料 （页面存档备份，存于）
- 619X線路線資料 （页面存档备份，存于）

其他
- 681巴士總站－隧巴619線 （页面存档备份，存于）
- Hong Kong Bus KMB AVBWU792 @ 619 九龍巴士 Volvo B9TL 中環（港澳碼頭）- 樂華南邨 （页面存档备份，存于），YouTube